# NGC 2767
NGC 2767 este o galaxie spirală situată în constelația Ursa Mare. A fost descoperită în 8 martie 1831 de către John Herschel. Se află la o distanță de 71,7 de megaparseci de Pământ.